# أبراج فابر
أبراج فابر هي ناطحة سحاب وبرج مزدوج في تامان ديسا، سيبوته، كوالالمبور، ماليزيا. أحد أقدم ناطحات السحاب التي تم بناؤها في المدينة، بعد تغيير غالبية ملكيتها، خضعت الأبراج لأعمال تجديد واسعة النطاق وتم الانتهاء من العمل في الربع الثالث من عام 2015، يعد البرج التوأم المجدد الذي يحتوي على أبراج مكتبية مكونة من 18 طابقًا مكونة من 3 مستويات من مكاتب البيع بالتجزئة من بين أطول الهياكل في Taman Desa.